# 渋谷武
渋谷 武（しぶや たけし、1925年（大正14年）5月27日 - 2016年（平成28年）11月26日）は、日本の政治学者。新潟大学名誉教授、新潟薬科大学名誉教授、中華人民共和国黒龍江省社会科学院名誉教授、北東アジア学会初代会長・名誉会員。

## 略歴
長野県長野市に出生、新潟県上越市に転居、新潟市（現 新潟市中央区）に転居。
1943年（昭和18年）3月に新潟中学校を卒業、4月に新潟高等学校に入学、1944年（昭和19年）8月に三重海軍航空隊に入隊、1945年（昭和20年）3月に新潟高等学校を卒業、1948年（昭和23年）3月に東京大学法学部政治学科を卒業。
1948年（昭和23年）4月に新潟第一師範学校講師に就任、1951年（昭和26年）3月に新潟大学人文学部助手に就任、1952年（昭和27年）1月に新潟大学人文学部講師に就任、1959年（昭和34年）5月に新潟大学人文学部助教授に就任、1964年（昭和39年）4月に新潟大学教養部助教授に就任、1965年（昭和40年）4月に新潟大学教養部教授に就任、1969年（昭和44年）7月に新潟大学教養部長事務取扱に就任、8月に新潟大学教養部長に就任、1975年（昭和50年）4月から新潟大学大学院法学研究科を担当、1982年（昭和57年）4月に新潟大学法学部教授に就任、1984年（昭和59年）4月に新潟大学法学部長・大学院法学研究科長に就任、1991年（平成3年）3月に新潟大学を定年退官、新潟大学名誉教授の称号を受称、4月に新潟薬科大学教授に就任、1994年（平成6年）3月に新潟薬科大学を退職、新潟薬科大学名誉教授の称号を受称。1993年（平成5年）4月から2001年（平成13年）3月まで新潟産業大学非常勤講師を務めた。
2016年（平成28年）11月26日午後9時35分に新潟市秋葉区東金沢の下越病院で誤嚥性肺炎のため死去、91歳没。

## 業績
日本海を平和の海にしようと環日本海地域の研究者と交流し、環日本海学会（現 北東アジア学会）の設立に尽力して初代会長を務めた。

## 関連人物
- 永井行蔵 - 新潟大学の先輩同僚。渋谷武と毎日早朝に海で手漕ぎボートに乗って釣りをしていた。ある時、高波が永井を包み込むように叩き、永井が海に落ちた。永井がボートに上がろうとしたら、ボートが横転して渋谷も海に落ちた[23]。
- 本井文哉 - 海軍大尉、回天特別攻撃隊金剛隊隊員。新潟中学校の同級生で親友[24]。太平洋戦争中、1945年（昭和20年）1月12日に西太平洋のウルシー環礁にて人間魚雷「回天」に搭乗し敵艦に突撃して戦死[25][26]。

## 著作物

### 著書
- 『ラスキの政治理論』弘文堂〈アテネ新書 109〉、1961年。
- 『アメリカの心 中国の心 私の心』中村書店、1982年。
- 『〝きょうせい〟 変化考覚書』（私家版）、2002年。
- 『葉葉協生論』文芸社、2008年。

### 編著書
- 『図解 政治学』片岡寛光[共編著]、寄本勝美・岡沢憲芙・多賀秀敏[共著]、立花書房〈図解教養科目シリーズ 1〉、1981年。

### 編書
- 『はさ木もうたえ 内山熊治著作集』内山熊治[著]、渋谷武（私家版）、1972年。
- 『はさ木もうたえ 内山熊治著作集 二』内山熊治[著]、渋谷武（私家版）、1973年。

### 監修書
- 『環日本海叢書 1: 国境を越える実験 環日本海の構想』多賀秀敏[編]、多賀秀敏[共監修]、有信堂高文社、1992年。
- 『環日本海叢書 2: 自治体外交の挑戦 地域の自立から国際交流圏の形成へ』羽貝正美・大津浩[編]、多賀秀敏[共監修]、有信堂高文社、1994年。
- 『環日本海叢書 3: 東北アジア史の再発見 歴史像の共有を求めて』古厩忠夫[編]、多賀秀敏[共監修]、有信堂高文社、1994年。
- 『環日本海叢書 別巻: 開放中国国際化のゆくえ 黄渤海経済圏と日本』西川潤[編]、多賀秀敏[共監修]、有信堂高文社、1995年。
- 『環日本海叢書 4: APEC時代への戦略 環日本海経済圏の新局面』小山洋司[編]、多賀秀敏[共監修]、有信堂高文社、1996年。

### 論文
- CiNii収録論文 - CiNii